# Palazzo Pinelli-Parodi
Il palazzo Pinelli-Parodi è un edificio sito in piazza Pinelli al civico 2 nel centro storico di Genova. L'edificio fu inserito nella lista dei palazzi iscritti ai Rolli di Genova.

## Storia e descrizione
L'unificazione di due volumi preesistenti della famiglia Pinelli  olim De Scipionibus, avvenuta nel XVI secolo, dà origine al palazzo che insiste su un'area urbana di grande importanza commerciale, contigua alla Ripa. I rolli lo vedono sempre associato alla famiglia Pinelli che attorno alla piazza costituisce la sede del proprio "albergo" e che possiede il palazzo fino a metà Ottocento quando la nuova proprietà Parodi denuncia l'inizio della decadenza dell'edificio per una destinazione da reddito e per il successivo utilizzo come deposito o magazzino.
Il prospetto principale sulla piazza ed il portale denunciano la fondazione cinquecentesca del palazzo, mentre verso la ripa è riconoscibile fino a tutto l'Ottocento la torre medievale della famiglia Cebà, che nel XVIII secolo ha sulla piazza la sede della propria "curia" nobiliare.
All'interno, uno scalone con esili balaustrini a tocchetto conduce ad un prezioso vano caposcala decorato con piastrelle colorate (azulejos) e luminoso per il doppio affaccio sulla piazza e sul vico.
La marginalità della piazza rispetto alla Ripa è oggi evidente nel diverso uso dei locali a piano terra e nella disattenzione manutentiva delle facciate con affreschi ormai scoloriti.
Nel palazzo ha abitato fino alla morte (1916) l'illustre medico e botanico genovese Prof. Francesco Baglietto.

## Galleria d'immagini

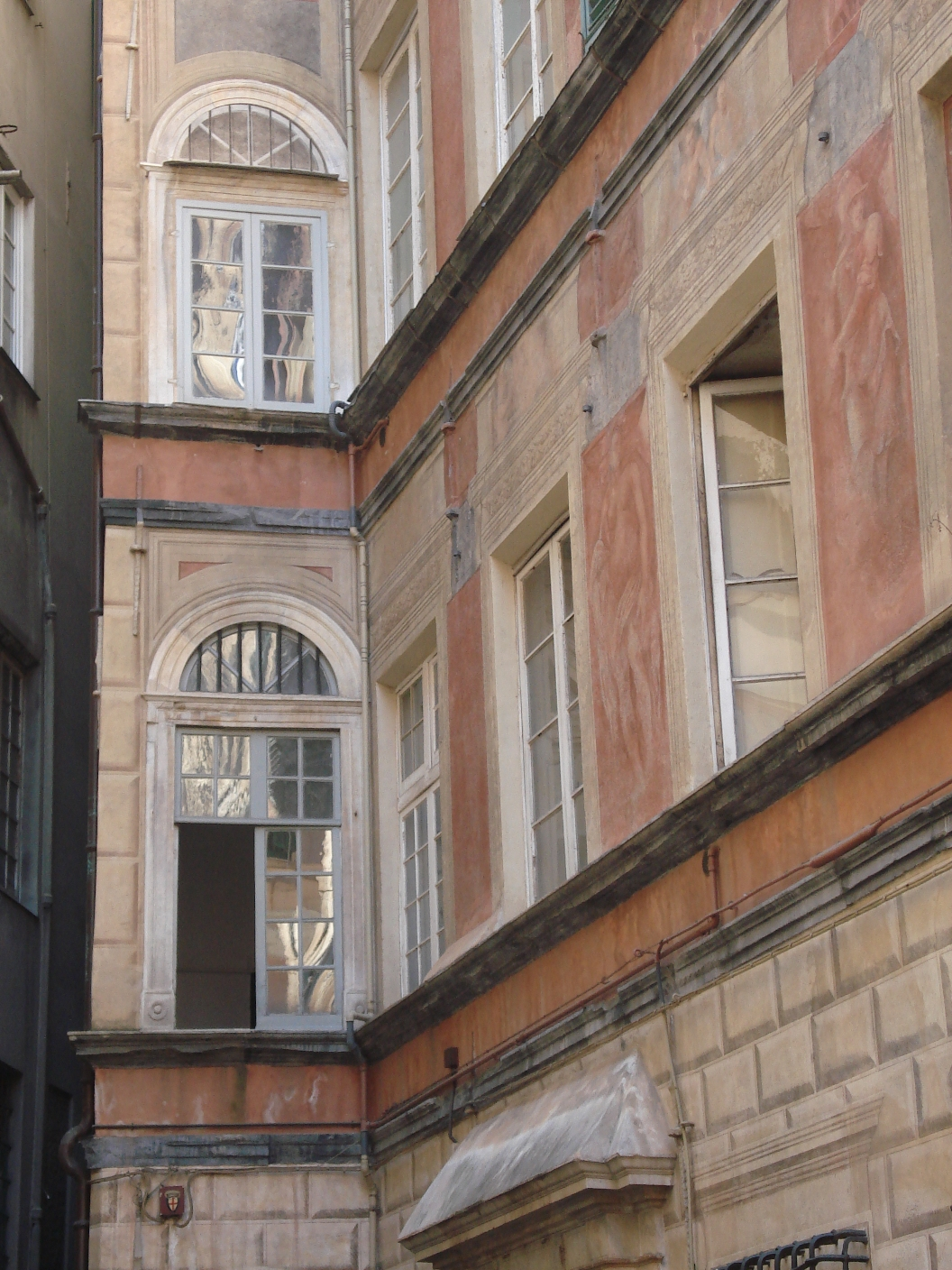
La facciata del palazzo
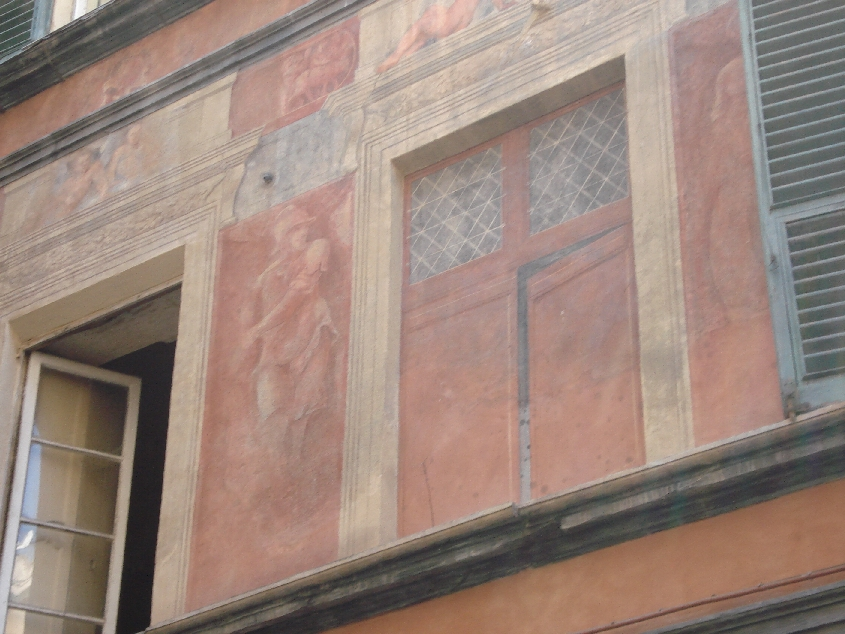
Particolare degli affreschi della facciata
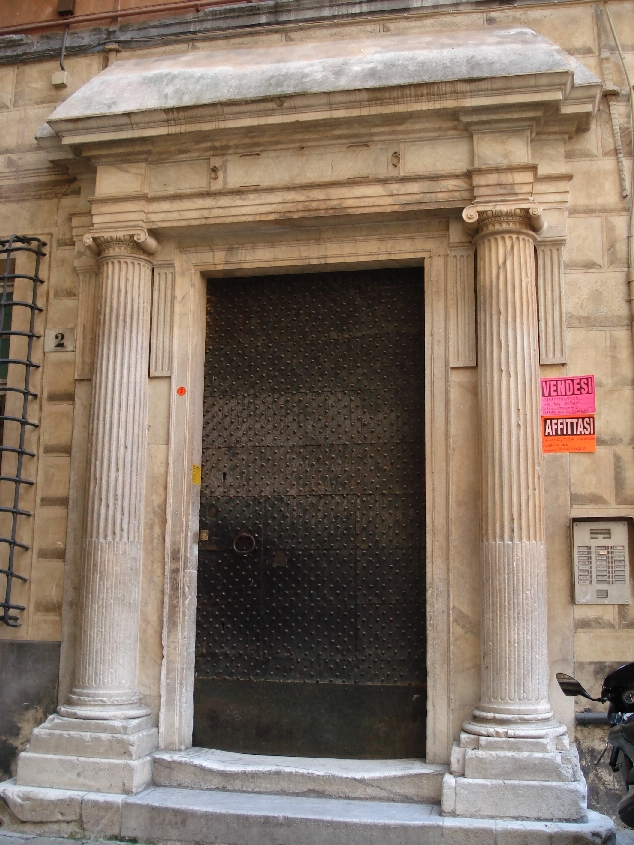
Il portale del palazzo